# Et forbandet år
Et forbandet år er en dansk dokumentarfilm fra 2012, der er instrueret af Louise Kjeldsen og Louise Detlefsen.

## Handling
Tre teenagere mellem 15 og 18 år har det til fælles, at deres mor eller far er kræftsyg eller død af kræft. Det er unge mennesker, der er fulde af livskraft. De er i færd med at løsrive sig fra deres forældre, samtidig med at de ved, at de måske snart vil miste dem for altid. De unge fortsætter med at gå til sport, til fester og til eksamen midt i en hverdag med kemoterapi, død og sorg.